# Trường trung học số 14 ở Wrocław
Trường trung học số 14 ở Wrocław (XIV Liceum Ogólnokształcące we Wrocławiu) - một trường trung học công lập ở Wrocław, Ba Lan, một phần của Khu liên hợp trường 14, cũng kết hợp với trường trung học song ngữ số 49. Trường trong nhiều năm đã được xếp ở vị trí hàng đầu của các bảng xếp hạng khác nhau của Ba Lan về đánh giá thành tích học sinh.

## Lịch sử
Trường được thành lập vào năm 1974, là kết quả của một bộ phận thuộc Trường trung học số 3 ở Wrocław. Nó có trụ sở đầu tiên tại phố Szczytnicka và hiệu trưởng đầu tiên của nó là Aleksander Dobrzycki. Lúc đầu, các lớp học chỉ được dạy trong một chương trình toán-vật lý, nhưng vào năm 1977, một lớp hóa học đã được thành lập. Năm 1990, một lớp sân khấu cũng xuất hiện, nhưng nó đã ngừng hoạt động vào năm 2000. Trong cùng một năm, một lớp nhân văn đã được thiết lập. Trước đó, vào năm 1992, một lớp song ngữ đã được tạo ra. Năm 1983, trường trở thành một phần của Hiệp hội các trường học sáng tạo. Năm 2000, trường trung học song ngữ thứ 49 cũng được thành lập.
Năm 2002, địa điểm của trường đổi sang thành phố Bruckner. Tổ hợp trường học số 14 được thành lập bao gồm trường trung học phổ thông và trung học cơ sở nói trên, cũng như một trường kỹ thuật và một trường trung học phổ thông (hai trường đã kết thúc sự tồn tại của nó vào năm 2004). Năm 2005, sau 30 năm chỉ huy, Aleksander Dobrzycki đã rời trường và Marek aźniak thay thế ông.
Kể từ năm học 2006-2007, có bốn lớp đại học: toán học, khoa học máy tính, hóa học và nhân văn. Một số hoạt động đang được tiến hành dưới dạng các bài giảng của các giáo sư của Đại học Wrocław.